# Portals of Grace
Portals of Grace — дебютный сольный студийный альбом Азам Али, вышедший в 2002 году. Прежде певица работала с группой-проектом Vas. Альбом достиг 9-й строчки в хит-параде New Age Albums журнала «Billboard».

## Информация об альбоме
Portals of Grace состоит из сефардских и арабских песен, а также французских и средиземноморских песен XII-XIV веков.
Хотя Portals of Grace и является первым сольным альбомом Али, её партнёр по Vas Грег Эллис также играет заметную роль на альбоме. Среди других участвующих музыкантов особенно выделяются Насер Муса (уд) и Крис Блет (дудук). Помимо вышеназванных, на альбоме звучит множество традиционных для средневековой музыки инструментов, например ребек, колёсная лира, фидель.

## Список композиций
1. Lasse Pour Quoi (начало XIV в., французская песня)
2. La Serena (Sephardic, Judeo-Spanish)
3. Breton Medley (instrumental, Brittany)
4. O Felix (XII, латынь)
5. Ben Pode Santa Maria (13th century, Galician-Portuguese)
6. O Quanta Qualia (12th century, Latin)
7. Sackpipslät (инструментальная, Швеция)
8. Aj Ondas (Early 14th century, Galician)
9. A Chantar M’er (Late 12th century, French Provençal)
10. Inna-I-Malak (Визанития, арабская)
11. El Rey De Francia (Sephardic, Judeo-Spanish)